# Драфт ВНБА 2015 года
Драфт ВНБА 2015 года прошёл 16 апреля, в четверг, в спортивно-развлекательном комплексе Мохеган Сан Арена в городе Анкасвилл, штат Коннектикут. К участию в драфте были допущены игроки после окончания колледжа и игроки-иностранцы. Лотерея драфта состоялась 21 августа 2014 года, по результатам которой право выбора под первым номером получила команда «Сиэтл Шторм», который она использовала на 21-летнюю Джуэл Лойд, защитника из университета Нотр-Дам. Первый раунд драфта транслировался на спортивном канале ESPN2 (в формате HD) в семь часов вечера по Североамериканскому восточному времени (EDT), в то же время как второй и третий раунды были показаны на канале ESPNU на час позднее.
Всего на этом драфте было выбрано 36 баскетболисток, из них 30 из США, по одной из Швеции (Аманда Зауи), Габона (Мими Мунгеди), Словакии (София Грушчакова), Сербии (Драгана Станкович), Боснии и Герцеговины (Марица Гайич) и Нигерии (Промис Амукамара).

## Легенда к драфту
|  | Выделены игроки, выбранные в Баскетбольный зал славы                      |
|  | Выделены участники Матча всех звёзд ВНБА и игроки сборной всех звёзд ВНБА |
|  | Выделены участники Матча всех звёзд ВНБА                                  |
|  | Выделены игроки сборной всех звёзд ВНБА                                   |
|  | Выделены игроки, не игравшие в ВНБА                                       |

## Лотерея драфта
Лотерея драфта была проведена 21 августа 2014 года, чтобы определить порядок выбора первой четвёрки команд предстоящего драфта, которая транслировалась по телевидению на кабельном канале SportsCenter в 6:30 вечера по Североамериканскому восточному времени (EDT). Команда «Сиэтл Шторм» выиграла в ней право выбирать первой, в то время как «Талса Шок» и «Коннектикут Сан» были удостоены второго и третьего выбора соответственно. Оставшиеся выборы первого раунда, а также все выборы второго и третьего раундов осуществлялись командами в обратном порядке их итогового положения в регулярном чемпионате прошлого сезона.
В этой таблице представлены шансы четырёх худших команд прошедшего сезона, не попавших в плей-офф, которые боролись за шанс получить первый номер выбора на лотерее предстоящего драфта, округлённые до трёх знаков после запятой:
| Худшие команды прошлого сезона                                                             | Баланс побед и поражений четырёх худших команд прошлого сезона | Шансы на выигрыш первого номера драфта | Номер выбора на драфте | Номер выбора на драфте | Номер выбора на драфте | Номер выбора на драфте |
| Худшие команды прошлого сезона                                                             | Баланс побед и поражений четырёх худших команд прошлого сезона | Шансы на выигрыш первого номера драфта | 1-й                    | 2-й                    | 3-й                    | 4-й                    |
| ------------------------------------------------------------------------------------------ | -------------------------------------------------------------- | -------------------------------------- | ---------------------- | ---------------------- | ---------------------- | ---------------------- |
| Сиэтл Шторм                                                                                | 12–22                                                          | 359                                    | 0,359                  | 0,313                  | 0,226                  | 0,103                  |
| Талса Шок                                                                                  | 12–22                                                          | 359                                    | 0,359                  | 0,313                  | 0,225                  | 0,103                  |
| Коннектикут Сан                                                                            | 13–21                                                          | 178                                    | 0,178                  | 0,230                  | 0,317                  | 0,275                  |
| Нью-Йорк Либерти (право выбора продано в Коннектикут Сан)                                  | 15–19                                                          | 104                                    | 0,104                  | 0,145                  | 0,232                  | 0,520                  |
| Примечание: Закрашенные сегменты таблицы обозначают фактические результаты лотереи драфта. |                                                                |                                        |                        |                        |                        |                        |

## Приглашённые игроки
13 апреля 2015 года на официальном сайте ВНБА был опубликован список из двенадцати игроков, специально приглашённых для участия в этом драфте:
| - Бриттани Бойд (Калифорния) - Решанда Грей (Калифорния) - Дирика Хэмби (Уэйк-Форест) - Изабель Харрисон (Теннесси) | - Бриттани Гринко (Де Поль) - Саманта Лоджик (Айова) - Джуэл Лойд (Нотр-Дам) - Калина Москведа-Льюис (Коннектикут) | - Киа Стоукс (Коннектикут) - Алиса Уэлш (Южная Каролина) - Элизабет Уильямс (Дьюк) - Аманда Зауи (Миннесота). |

## Сделки
- 14 апреля 2014 года состоялась двухсторонняя сделка между клубами «Нью-Йорк Либерти» и «Коннектикут Сан», в результате которой:
  - «Коннектикут Сан» продал Тину Чарльз в «Нью-Йорк Либерти».
  - «Нью-Йорк Либерти» продал выбранную под 4-м номером прошлого драфта Алиссу Томас и Келси Боун, 5-й номер позапрошлого драфта, а также право выбора под 4-м номером нынешнего драфта в «Коннектикут Сан»[7].
- 28 января 2015 года команда «Сиэтл Шторм» получила право выбора под 3-м и 15-м номерами драфта от «Коннектикут Сан» в результате сделки по продаже Камиллы Литтл и Шекинны Стриклен в ряды последней[8].
- 12 марта 2015 года «Сан-Антонио Старз» получила право выбора под 6-м и 30-м номерами драфта от «Индиана Фивер» в результате продажи Шенис Джонсон и право выбора под 21-м номером драфта в ряды последней[9].

## Первый раунд

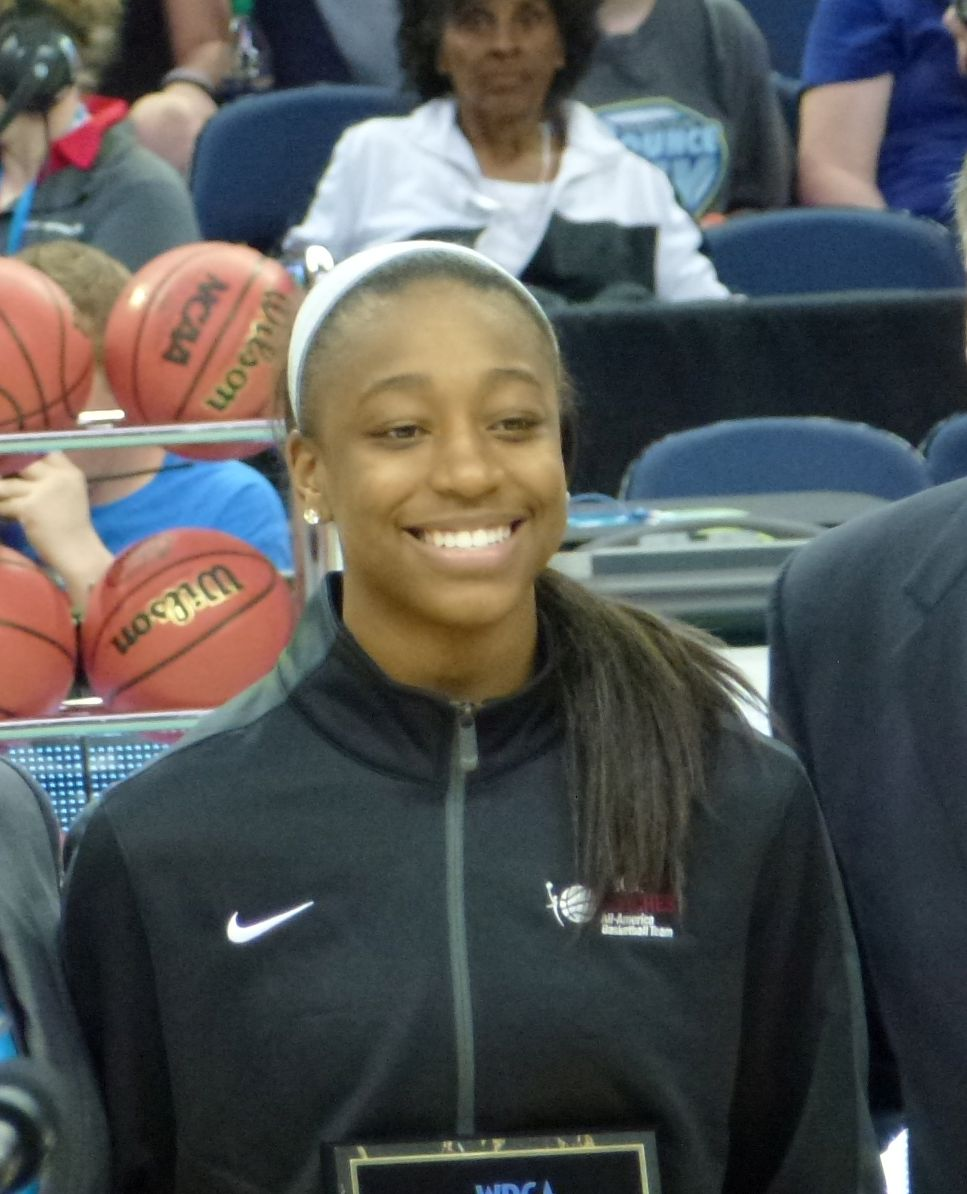
Джуэл Лойд, 1-й номер драфта

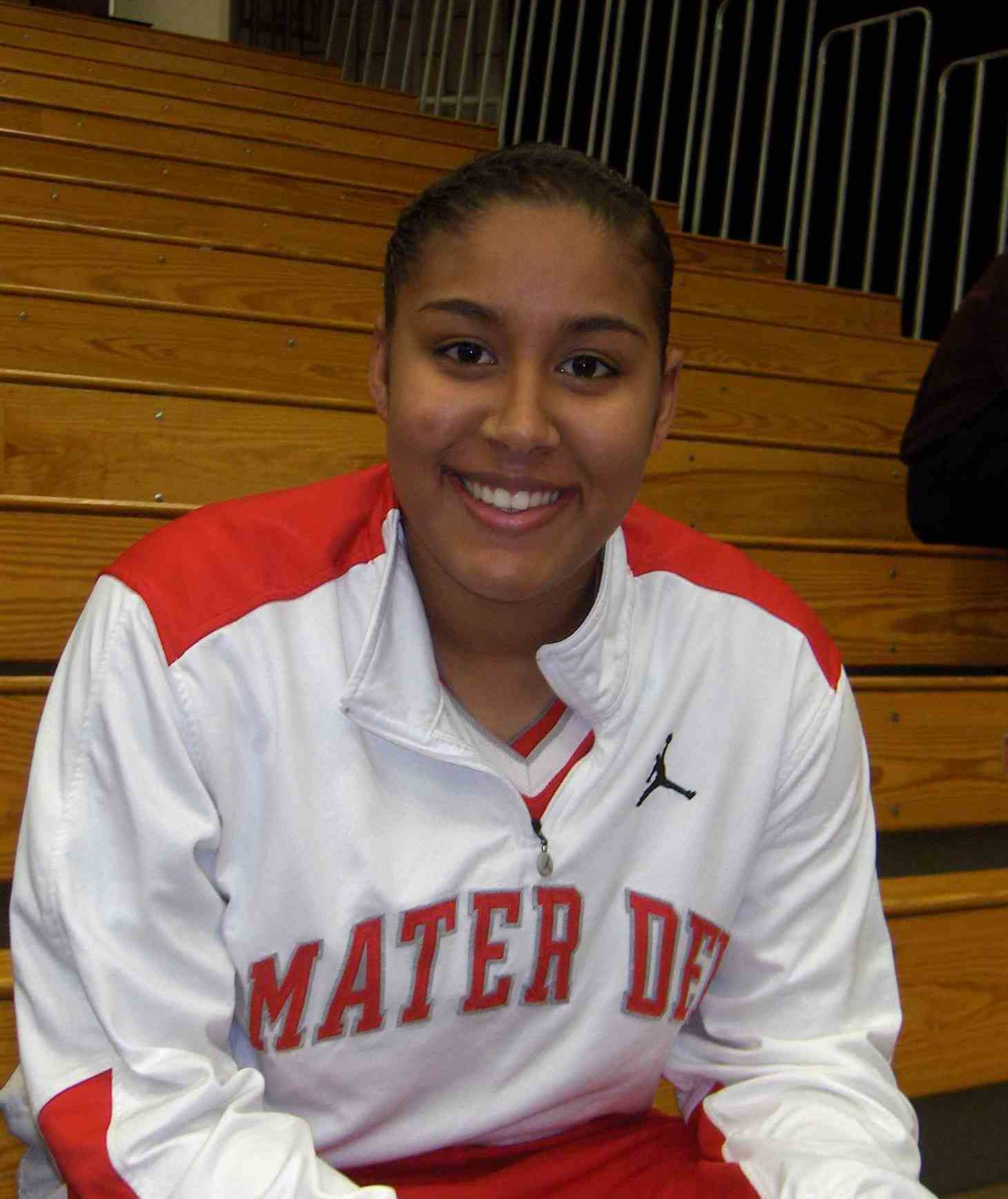
Калина Москведа-Льюис, 3-й пик драфта

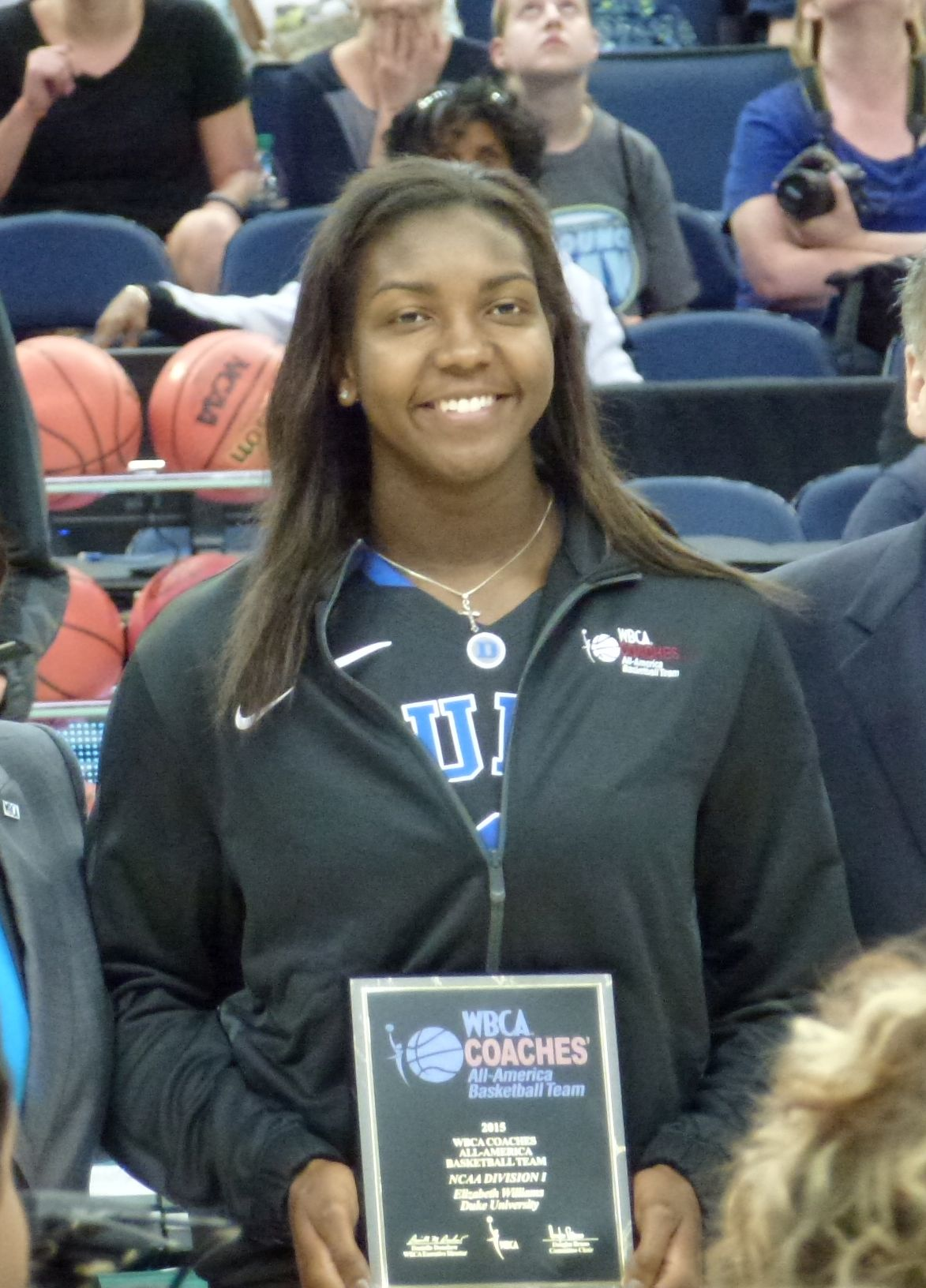
Элизабет Уильямс, 4-й номер драфта

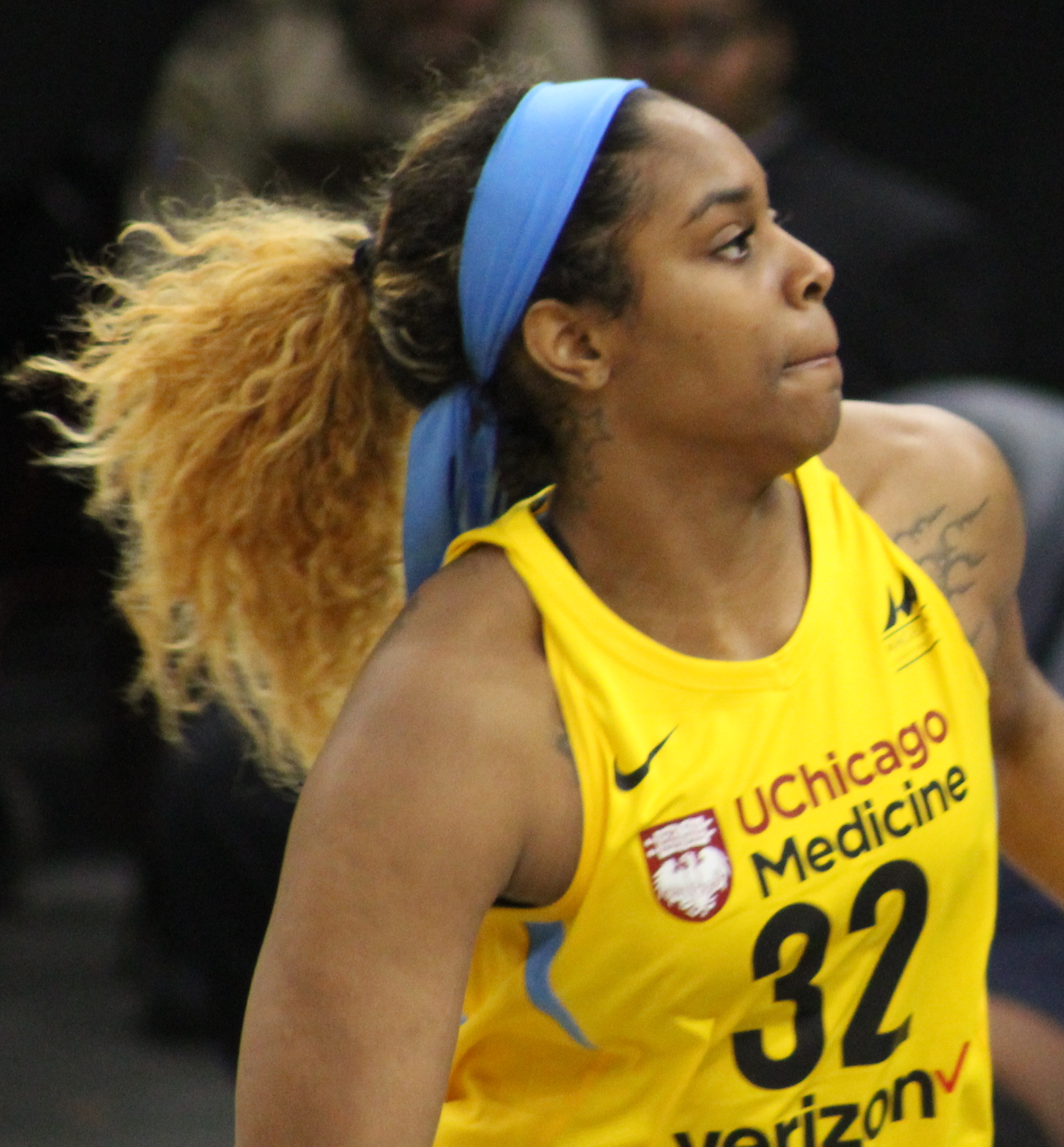
Шайенн Паркер, 5-й номер драфта

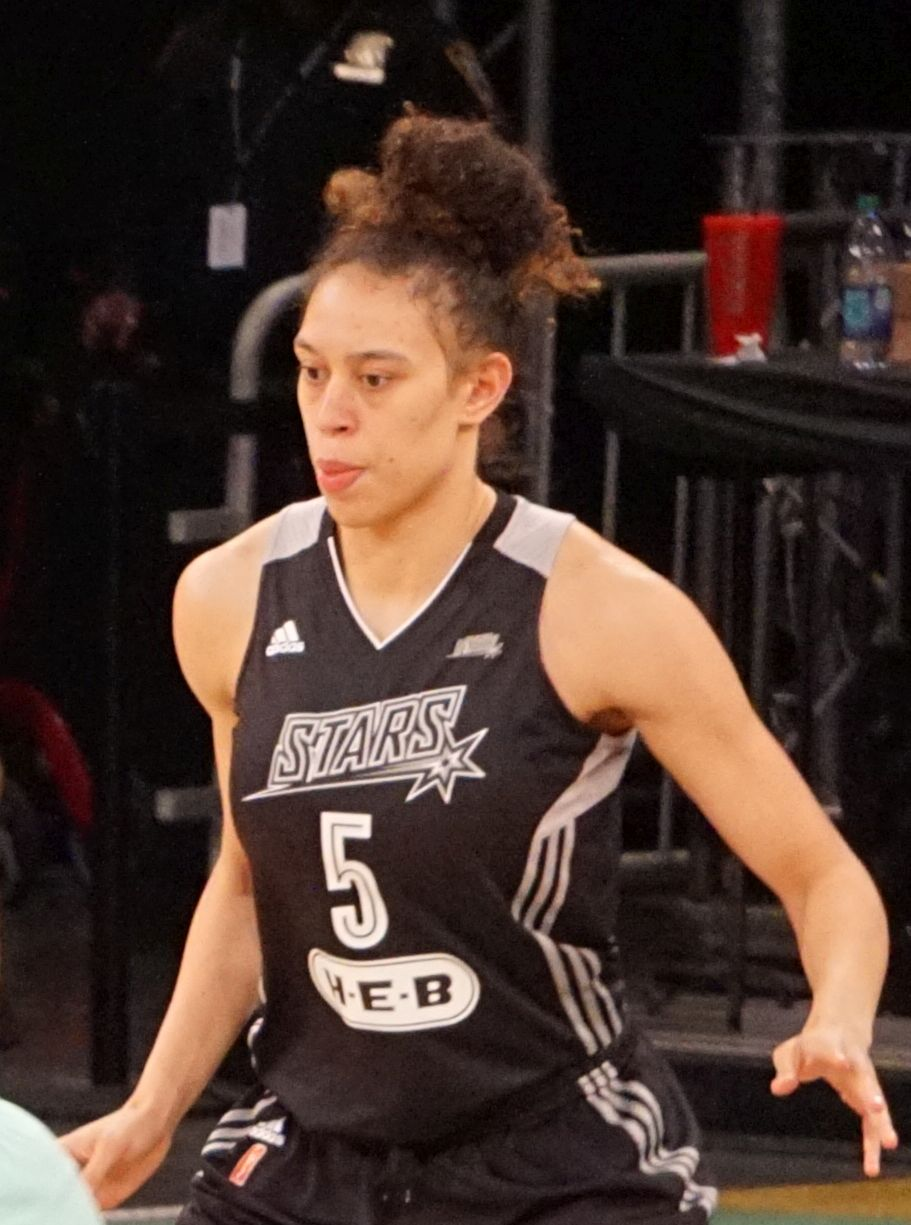
Дирика Хэмби, 6-й номер драфта

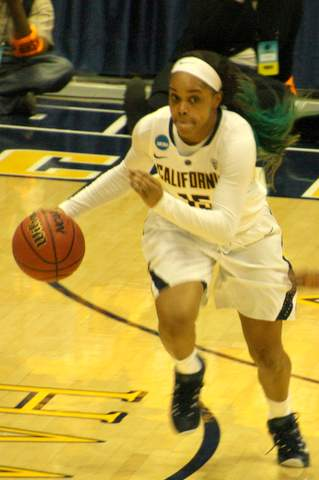
Бриттани Бойд, 9-й номер драфта

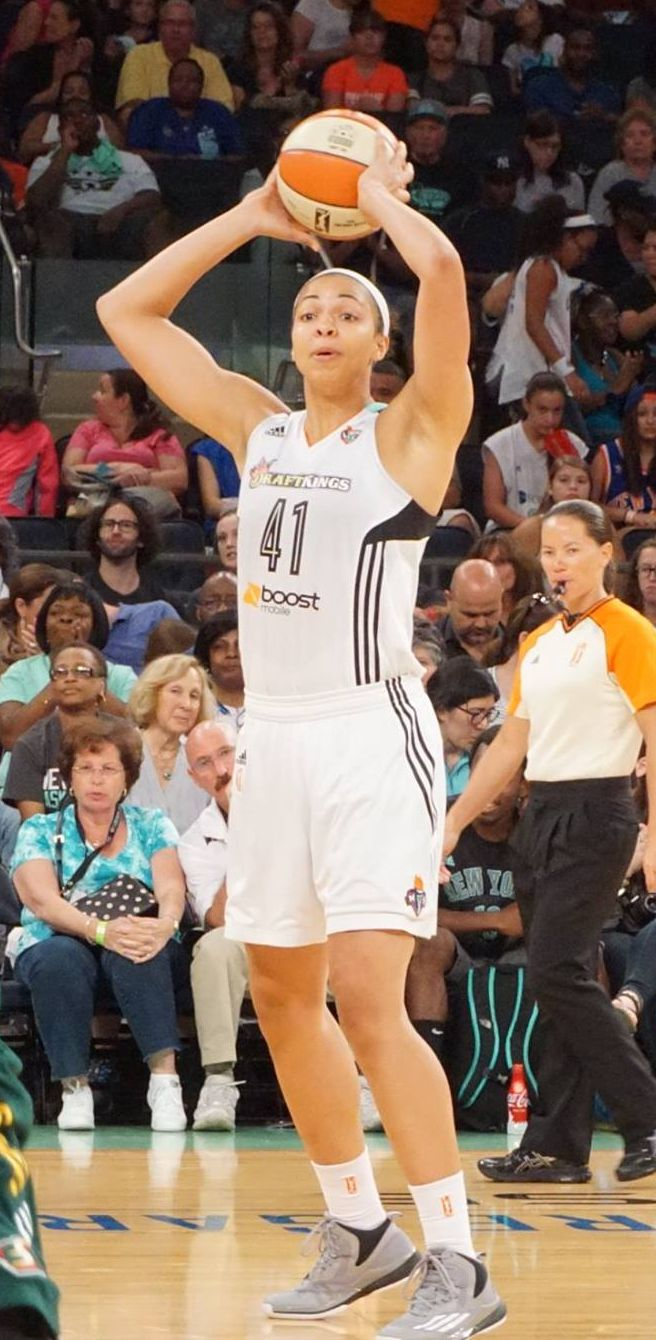
Киа Стоукс, 11-й номер драфта

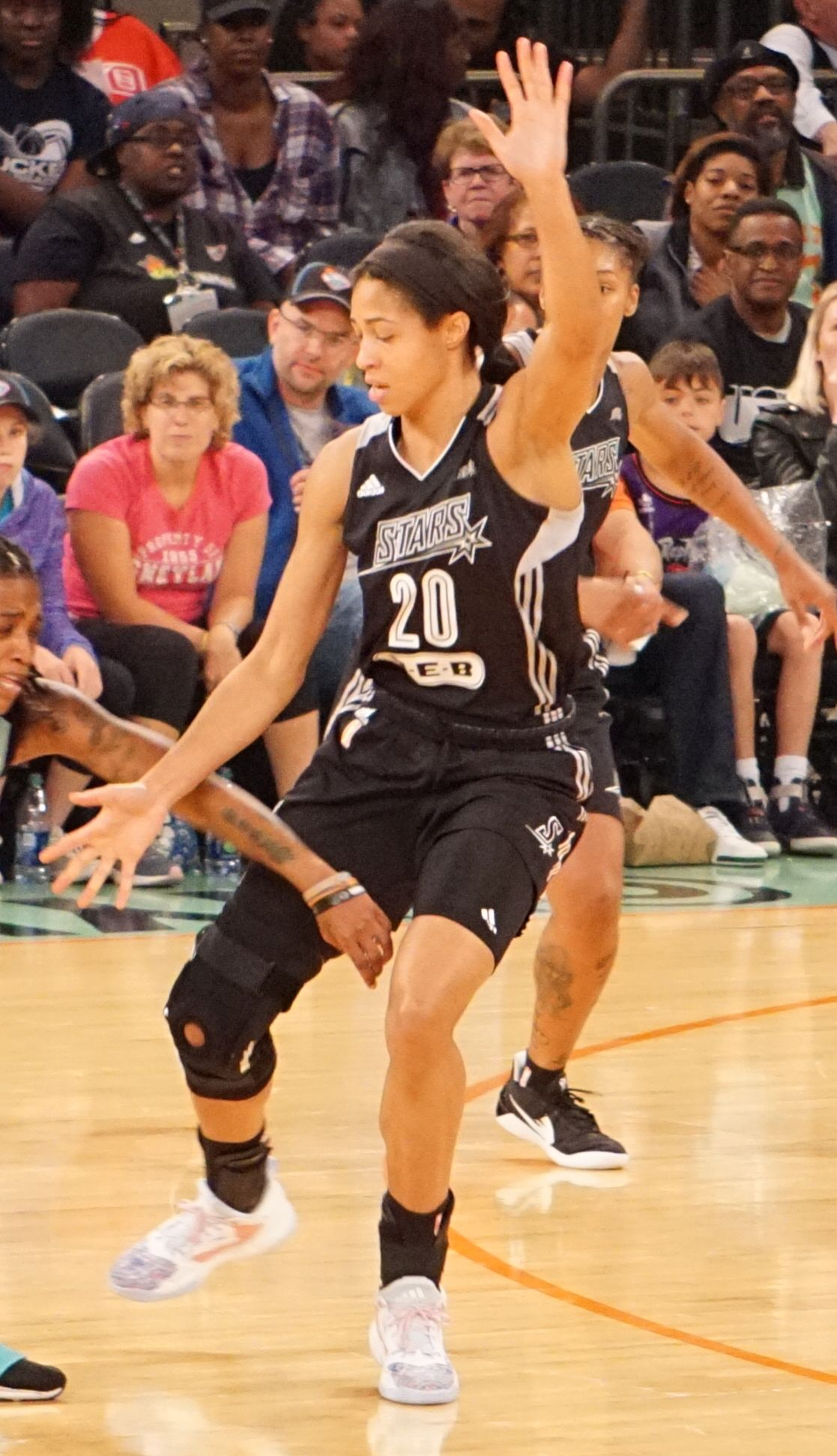
Изабель Харрисон, 12-й номер драфта

| Выбор | Игрок                 | Позиция             | Гражданство | Команда драфта                                       | Университет/ Бывшая команда                   |
| ----- | --------------------- | ------------------- | ----------- | ---------------------------------------------------- | --------------------------------------------- |
| 1     | Джуэл Лойд            | Защитник            | США         | Сиэтл Шторм                                          | Университет Нотр-Дам                          |
| 2     | Аманда Зауи           | Центровая / Форвард | Швеция      | Талса Шок                                            | Университет Миннесоты                         |
| 3     | Калина Москведа-Льюис | Форвард / Защитник  | США         | Сиэтл Шторм (право выбора от Коннектикут Сан)        | Университет Коннектикута                      |
| 4     | Элизабет Уильямс      | Центровая / Форвард | США         | Коннектикут Сан (право выбора от Нью-Йорк Либерти)   | Университет Дьюка                             |
| 5     | Шайенн Паркер         | Форвард / Центровая | США         | Чикаго Скай                                          | Государственный университет Среднего Теннесси |
| 6     | Дирика Хэмби          | Форвард / Защитник  | США         | Сан-Антонио Старз (право выбора от Индиана Фивер)    | Университет Уэйк-Форест                       |
| 7     | Кристал Брэдфорд      | Форвард / Защитник  | США         | Лос-Анджелес Спаркс                                  | Университет Центрального Мичигана             |
| 8     | Элли Малотт           | Форвард             | США         | Вашингтон Мистикс                                    | Университет Дейтона                           |
| 9     | Бриттани Бойд         | Защитник            | США         | Нью-Йорк Либерти (право выбора от Сан-Антонио Старз) | Калифорнийский университет в Беркли           |
| 10    | Саманта Лоджик        | Защитник            | США         | Атланта Дрим                                         | Университет Айовы                             |
| 11    | Киа Стоукс            | Центровая           | США         | Нью-Йорк Либерти (право выбора от Миннесота Линкс)   | Университет Коннектикута                      |
| 12    | Изабель Харрисон      | Центровая           | США         | Финикс Меркури                                       | Университет Теннесси                          |

## Второй раунд
| Выбор | Игрок            | Позиция             | Гражданство | Команда драфта                                                                      | Университет/ Бывшая команда           |
| ----- | ---------------- | ------------------- | ----------- | ----------------------------------------------------------------------------------- | ------------------------------------- |
| 13    | Брианна Кисел    | Защитник            | США         | Талса Шок                                                                           | Питтсбургский университет             |
| 14    | Сиерра Бердик    | Форвард             | США         | Лос-Анджелес Спаркс (через Сиэтл Шторм)                                             | Университет Теннесси                  |
| 15    | Наташа Клауд     | Защитник / Форвард  | США         | Вашингтон Мистикс (через Коннектикут Сан / Сиэтл Шторм)                             | Университет Сент-Джозефс              |
| 16    | Решанда Грей     | Форвард             | США         | Миннесота Линкс (право выбора от Нью-Йорк Либерти)                                  | Калифорнийский университет в Беркли   |
| 17    | Бетнайджа Лейни  | Форвард / Защитник  | США         | Чикаго Скай                                                                         | Ратгерский университет                |
| 18    | Алекс Харден     | Защитник            | США         | Финикс Меркури (через Индиана Фивер)                                                | Уичитский государственный университет |
| 19    | Бриттани Гринко  | Защитник            | США         | Коннектикут Сан (право выбора от Лос-Анджелес Спаркс; затем продана в Атланта Дрим) | Университет Де Поля                   |
| 20    | Вики Макинтайр   | Центровая           | США         | Сиэтл Шторм (через Вашингтон Мистикс)                                               | Университет Орала Робертса            |
| 21    | Челси Гарднер    | Форвард / Центровая | США         | Индиана Фивер (право выбора от Сан-Антонио Старз)                                   | Канзасский университет                |
| 22    | Алиса Уэлш       | Форвард             | США         | Чикаго Скай (через Атланта Дрим)                                                    | Университет Южной Каролины            |
| 23    | Эмбер Орранж     | Защитник            | США         | Нью-Йорк Либерти (право выбора от Миннесота Линкс)                                  | Стэнфордский университет              |
| 24    | София Грушчакова | Центровая / Форвард | Словакия    | Финикс Меркури                                                                      | Гуд Энджелс Кошице                    |

## Третий раунд
| Выбор | Игрок             | Позиция            | Гражданство          | Команда драфта                                     | Университет/ Бывшая команда              |
| ----- | ----------------- | ------------------ | -------------------- | -------------------------------------------------- | ---------------------------------------- |
| 25    | Мими Мунгеди      | Центровая          | Габон                | Талса Шок                                          | Университет Невады в Рино                |
| 26    | Ннека Энемкпали   | Форвард            | США                  | Сиэтл Шторм                                        | Техасский университет в Остине           |
| 27    | Лорин Минси       | Защитник           | США                  | Нью-Йорк Либерти (право выбора от Коннектикут Сан) | Мэрилендский университет в Колледж-Парке |
| 28    | Михала Джонсон    | Форвард            | США                  | Нью-Йорк Либерти (право выбора от Миннесота Линкс) | Висконсинский университет в Мадисоне     |
| 29    | Ариэль Мэссенгейл | Защитник           | США                  | Атланта Дрим                                       | Университет Теннесси                     |
| 30    | Драгана Станкович | Центровая          | Сербия               | Сан-Антонио Старз (право выбора от Индиана Фивер)  | ЮНИКА-Евролизинг Шопрон                  |
| 31    | Андреа Гувер      | Защитник           | США                  | Лос-Анджелес Спаркс                                | Университет Дейтона                      |
| 32    | Марица Гайич      | Центровая          | Босния и Герцеговина | Вашингтон Мистикс                                  | ЦКК Атлет Целе                           |
| 33    | Никки Муди        | Защитник           | США                  | Сан-Антонио Старз                                  | Университет штата Айова                  |
| 34    | Лорен Окафор      | Центровая          | США                  | Атланта Дрим                                       | Университет Джеймса Мэдисона             |
| 35    | Шей Келли         | Форвард / Защитник | США                  | Миннесота Линкс (право выбора от Нью-Йорк Либерти) | Университет Миннесоты                    |
| 36    | Промис Амукамара  | Защитник           | Нигерия              | Финикс Меркури                                     | Университет штата Аризона                |